# Cyprinus acutidorsalis
Cyprinus acutidorsalis är en fiskart som beskrevs av Wang, 1979. Cyprinus acutidorsalis ingår i släktet Cyprinus och familjen karpfiskar. Inga underarter finns listade i Catalogue of Life.